# Młociny metróállomás
A Młociny egy metróállomás Varsóban a varsói M1-es metró vonalán.

## Szomszédos állomás
A metróállomáshoz az alábbi állomás van a legközelebb:
- Wawrzyszew (Kabaty, M1-es metróvonal)

## Átszállási kapcsolatok
| M1 (Młociny ↔ Kabaty) |                                                                         |                         |
| Állomás               | Átszállási kapcsolatok                                                  | Fontosabb létesítmények |
| Młociny               | 103, 114, 150, 156, 184, 203, 250, 409, 511, 708, 712, 750 2, 6, 11, 33 |                         |